# Maurits Kiek
Maurits Kiek (Den Haag, 5 augustus 1909 – Wassenaar, 13 februari 1980) was een Engelandvaarder en Nederlandse verzetsstrijder tijdens de Tweede Wereldoorlog.

## Begin van de oorlog
Techniek had de interesse van de Joodse Maurits Kiek. Hij had een opleiding in radiotechniek gevolgd en in Gent een elektronicazaak geopend. Al voor de Tweede Wereldoorlog hielp Kiek Joden in nazi-Duitsland. Meteen na de Duitse bezetting begon hij met zijn spionagewerk voor de Engelse inlichtingendienst. Hij seinde militaire berichten naar Engeland.
Bij het uitbreken van de Tweede Wereldoorlog woonde Kiek in België. Hier kwam hij in contact met het Belgische verzet na de capitulatie. Toen de Duitse contraspionage hem eind 1940 in zijn woonhuis in de Gentse Tijgerstraat in de gaten kreeg, besloot Kiek in Den Haag onder te duiken, waar hij zijn inlichtingenwerk voortzette. Omdat hij een vergunning had om vrijelijk de Rijn te bevaren was hij in staat om waardevolle militaire gegevens over de Duitse troepen te verzamelen die door het verzet aan Engeland doorgegeven werden.
Eind 1941 begonnen de Duitsers hem te verdenken en kon hij ternauwernood aan arrestatie ontkomen. In België werden aanplakbiljetten met zijn foto opgehangen en een beloning van honderdduizend frank uitgeloofd voor zijn gevangenneming.

## Periode in Nederland
Kiek wist naar Nederland te ontkomen waar hij in Den Haag een onderduikadres vond en doorging met verzetswerk, maar ook daar werd het begin 1942 moeilijk voor hem om ontdekking te voorkomen. De Duitsers vielen het huis van zijn ouders binnen in de hoop hem daar aan te treffen maar hij was gealarmeerd en gevlucht. In plaats daarvan werd zijn moeder gearresteerd en op transport gesteld naar een concentratiekamp waar zij om het leven kwam.

## Vlucht en verder werk
Kiek wist met behulp van het verzet te vluchten. Via België, Frankrijk, Zwitserland, Spanje, Portugal, Zuid-Amerika, Curaçao, Amerika en Canada kwam hij uiteindelijk in Engeland aan in het begin van 1943. Hier ging hij aan de slag bij de Engelse inlichtingendienst. Als spion met radiografisch materieel bij zich liet hij zich per vliegtuig droppen in Frankrijk vlak bij de Belgische grens. Hij wist Brussel te bereiken en zette daar een ontsnappingslijn op en regelde contact tussen de Nederlandse en Belgische organisaties. Ook zette hij een radioverbinding op.

Dankzij het werk van Kiek konden 32 neergeschoten geallieerde piloten naar Engeland terugkeren.

Uit Nederland zijn er slechts twee Joodse geheim agenten actief geweest tijdens de Tweede Wereldoorlog: Maurits Kiek en Tom Biallosterski (1920-1945). Biallosterski overleed na zijn arrestatie in de gevangenis in Scheveningen.

## Arrestatie
Kiek werd op 5 september 1943 in Brussel gearresteerd, slechts een paar dagen voordat hij volgens plan naar Engeland had zullen terugkeren. De Duitsers wilden dat hij mee zou werken en valse berichten door gaan geven via de radio-installatie. Hij stemde hierin toe, maar had kans gezien daarvoor de Engelsen te waarschuwen dat hij gearresteerd was. De berichten die hij daarna verzond deed hij zonder de vereiste veiligheidscode zodat men wist dat het valse informatie betrof. Op 11 mei 1944 werd Kiek uiteindelijk ter dood veroordeeld door de Duitse oorlogsrechtbank van de luchtmacht te Brussel. Tot het moment van zijn arrestatie was hij erin geslaagd om 27 geallieerde piloten te helpen. Al deze personen waren erin geslaagd om uiteindelijk veilig in Engeland te belanden. Na zijn veroordeling werd hij opgesloten in een Belgische gevangenis waar hij bleef totdat de gevangenis ontruimd werd na de landing van de geallieerden in Frankrijk. Kiek werd getransporteerd naar verschillende concentratiekampen en gevangenissen in Duitsland en werd uiteindelijk op 23 april 1945 bevrijd door het Amerikaanse leger uit de gevangenis in het Duitse plaatsje Amberg.

## Erkenning
Na de oorlog ontving Kiek het Verzetsherdenkingskruis en het Bronzen Kruis per Koninklijk Besluit van 30 november 1948 van de Nederlandse regering. Tevens ontving hij van de Amerikaanse regering de Medal of Freedom. Hij woonde toen in Wassenaar.
In Den Haag is in 2015 het Maurits Kiekpad naar hem vernoemd, een fietspad over het voormalige tracé van de spoorlijn naar Scheveningen-Kurhaus, dat deels evenwijdig aan de Van Alkemadelaan loopt.
Een dochter van hem schreef het aan hem gewijde boek The MK story, Code Name: The Black Cat, waarbij MK stond voor zijn bijnaam.
 In 2018 werd door de Amerikaanse filmmaakster Cheryl Halpern de documentaire Remembering: The Maurits Kiek Story, dat tijdens een filmfestival in 2020 in het Filmhuis Den Haag de tweede prijs kreeg voor de beste documentaires. Eveneens in 2020 won de documentaire op het East Java Filfestival de Platinum Star of East Java Awards.

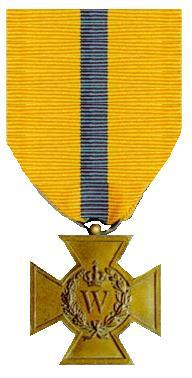
Bronzen Kruis
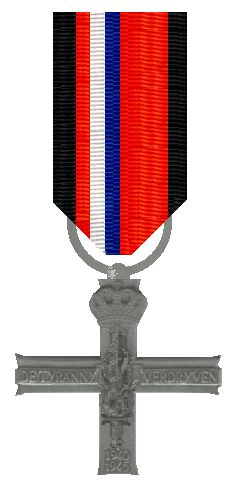
Verzetsherdenkingskruis
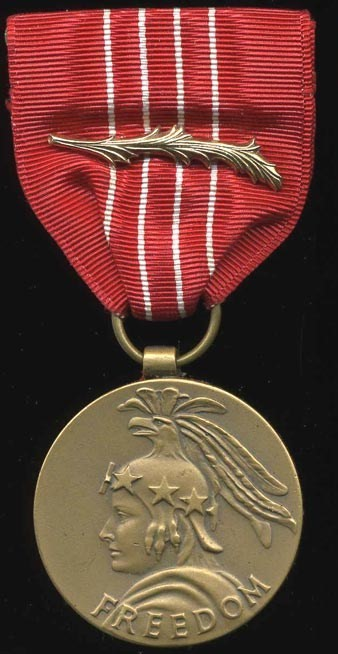
Medal of Freedom

## Watersnoodramp 1953
Tijdens de Watersnoodramp van 1953 heeft Kiek een belangrijke rol gespeeld, doordat hij als radiotechnicus een radioverbinding in het rampgebied tot stand bracht, daar telefoonverkeer daar niet meer mogelijk was.

## Privé
In 1946 huwde hij met Sonja Cohen en uit dit huwelijk werden twee zoons en twee dichters geboren. In 1947 vestigde het echtpaar zich in Wassenaar. Door zijn door de Tweede Wereldoorlog opgelopen trauma werd hij afgekeurd om nog te kunnen werken. Na zijn overlijden werd hij begraven op de joodse begraafplaats Persijnhof in de Wassenaarse wijk Kerkehout.